# حياة الإمبراطور الجديدة
حياة الإمبراطور الجديدة (بالإنجليزية: The Emperor's New Groove)‏ فيلم رسوم متحركة (كارتون) أمريكي من إنتاج شركة والت ديزني. نوع الفيلم فكاهي، تركز الضوء على مدى الغرور والعنصرية والأنانية التي قد يمارسها البعض، دون مراعاة البعض الآخر.

## الشخصيات
- الإمبراطور كاسكو: شاب ذو شخصية سطحية، تافهة، مترفة، انانية ولا مبالية. كل ما يفكر به هو نفسه. بطولة ديفيد سباد.
- باتشا: فلاح بسيط، يعيش مع عائلته في إحدى القرى، تسوقه الاقدار ليرافق الإمبراطور. بطولة جون غودمان.
- إيزما: مساعدة الإمبراطور القديمة، أمرأة عجوز تسعى نحو السلطة. بطولة ايرثا كيت
- كرونك: مساعد أيزما، شخص ابله يمتلك القليل من الضمير. بطولة باتريك واربيرتون.

## قصة
تبدأ الأحداث عندما يقرر الإمبراطور الاناني ان يهدي نفسه بمناسبة عيد ميلاده، بمنتجع كامل يبنيه على إحدى التلال. لذلك يعزم على استدعاء أحد الفلاحين باتشا ليرشده إلى أجمل التلال. باتشا يتحدث بفخر عن تل قريته. عندها يصدر قرار امبراطوري بهدم القرية لبناء المنتجع مما يضع باتشا في ورطة لا يحسد عليها.
يضبط الأمبراطور كاسكو مساعدته العجوز تتدخل في شؤون الحكم. ويقرر دون تفكير أن يرفدها. أيزما تغادر بغيظ إلى مختبرها السري مع مساعدها كرونك، لتبدأ باعداد الخطط لتدمير كاسكو والاستيلاء على عرشه.
تنتهي ايزما من اعداد السم. وتدسه لكاكسو في الأكل. وبالفعل يقع كاسكو في الفخ، ويتناول العشاء مع ايزما وكرونك. ولكن، نتيجة لخطأ يقع به كرونك يسمم كاسكو بسم يحوله إلى لامة، وبدل ان يقتلها كرونك تقع في عربة أحد الفلاحين.
يقرر باتشا مساعدة كاسكو بالعودة إلى القصر. ويبدأ رحلته مع تحليه بصبر كبير، لسكوته عن مواقف كاسكو الانانية الواحدة تلو الأخرى. تكتشف ايزما ان كاسكو لا يزال على قيد الحياة، قتبدأ بلحاق باتشا وكاسكو في رحلة مشوقة.
وفي النهاية يعود كازكو للقصر ويتعلم درسة.

## الأصوات العربية[8]
- كريم بشاي - كاسكو
- سامي مغاوري - باتشا
- أحلام الجربتلي - إزما
- ضياء عبد الخالق - كرونك
- سلوى محمد علي - تشي تشا
- محمد هشام - تيبو
- جيسيكا عاطف - تشاكا
- ثريا إبراهيم - عاملة المطعم
- أحمد صلاح
- أسماء سمير
- إيناس صبري
- ديما حسام
- رضوان صوان
- مصطفى سمير
- هاني عبد الحي

إخراج وإعداد الحوار أسماء سمير وترجمة وأشعار عمرو حسني وقمت بإخراج الغناء جيهان الناصر وقام بإعداد الأغاني خالد ثروت وتمت الدبلجة في استديو مصرية ميديا.

## روابط إضافية
- حياة الإمبراطور الجديدة على موقع IMDb (الإنجليزية)
- حياة الإمبراطور الجديدة على موقع ميتاكريتيك (الإنجليزية)
- حياة الإمبراطور الجديدة على موقع روتن توميتوز (الإنجليزية)
- حياة الإمبراطور الجديدة على موقع نتفليكس (الإنجليزية)
- حياة الإمبراطور الجديدة على موقع قاعدة بيانات الأفلام العربية
- حياة الإمبراطور الجديدة على موقع ألو سيني (الفرنسية)
- حياة الإمبراطور الجديدة على موقع Turner Classic Movies (الإنجليزية)
- حياة الإمبراطور الجديدة على موقع أول موفي (الإنجليزية)
- حياة الإمبراطور الجديدة على موقع بوكس أوفيس موجو (الإنجليزية)
- حياة الإمبراطور الجديدة على موقع فيلمافينيتي (الإسبانية)